# Ulryk von Teck
Ulryk von Teck (zm. 7 sierpnia 1432) – książę Teck w Wirtembergii.

## Życiorys

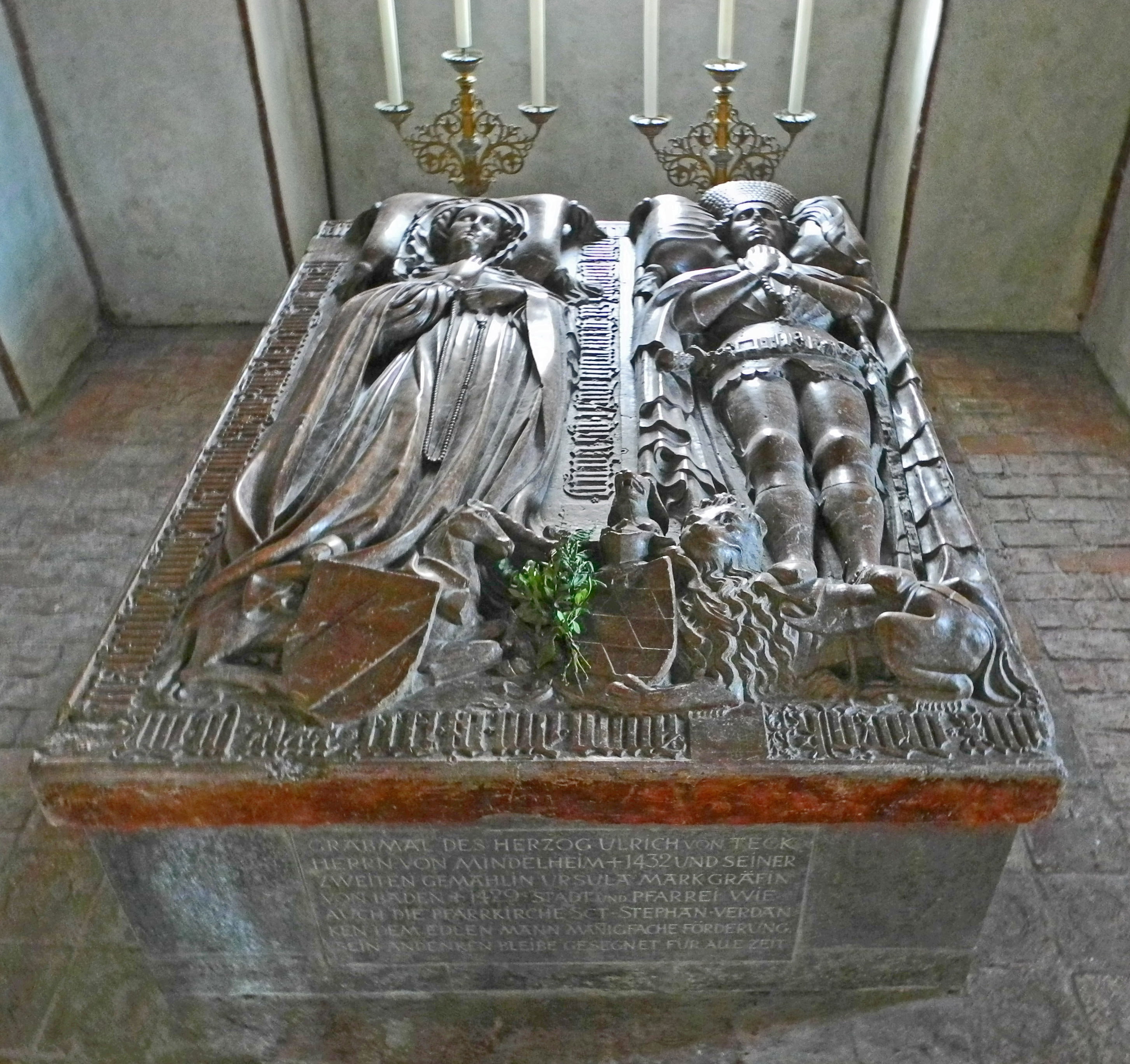
Płyta nagrobna Ulryka von Teck i jego drugiej żony Urszuli Badeńskiej, kościół w Mindelheim

Syn Fryderyka i Anny von Helfenstein. Był po mieczu potomkiem Adalberta, księcia Teck, syna Konrada I. 
Przed 16 września 1394 r. poślubił Annę, córkę Kazimierza Wielkiego. Był jej drugim mężem, wcześniej była żoną Wilhelma, hrabiego Cilli. Anna zmarła w 1425 roku. Ich małżeństwo było bezpotomne.
Po śmierci żony książę Ulryk jeszcze dwukrotnie wstępował w związki małżeńskie – w 1426 roku poślubił Urszulę, córkę Bernarda I, margrabiego badeńskiego, a w 1430 roku Agnieszkę, córkę Jana z Thiersteinu. Zmarł 7 sierpnia 1432 roku i został pochowany obok swoich dwóch pierwszych żon w Mindelheim.